# Trident (cràter)
Trident és un petit cràter d'impacte de la Lluna, situat a la vall Taurus-Littrow. Els astronautes Eugene Cernan i Harrison Schmitt van allunar el 1972 a uns 300 m al nord de la vora durant la missió Apollo 17. Van circular al costat de la vora est de Trident durant l'EVA 1 amb el seu rover.

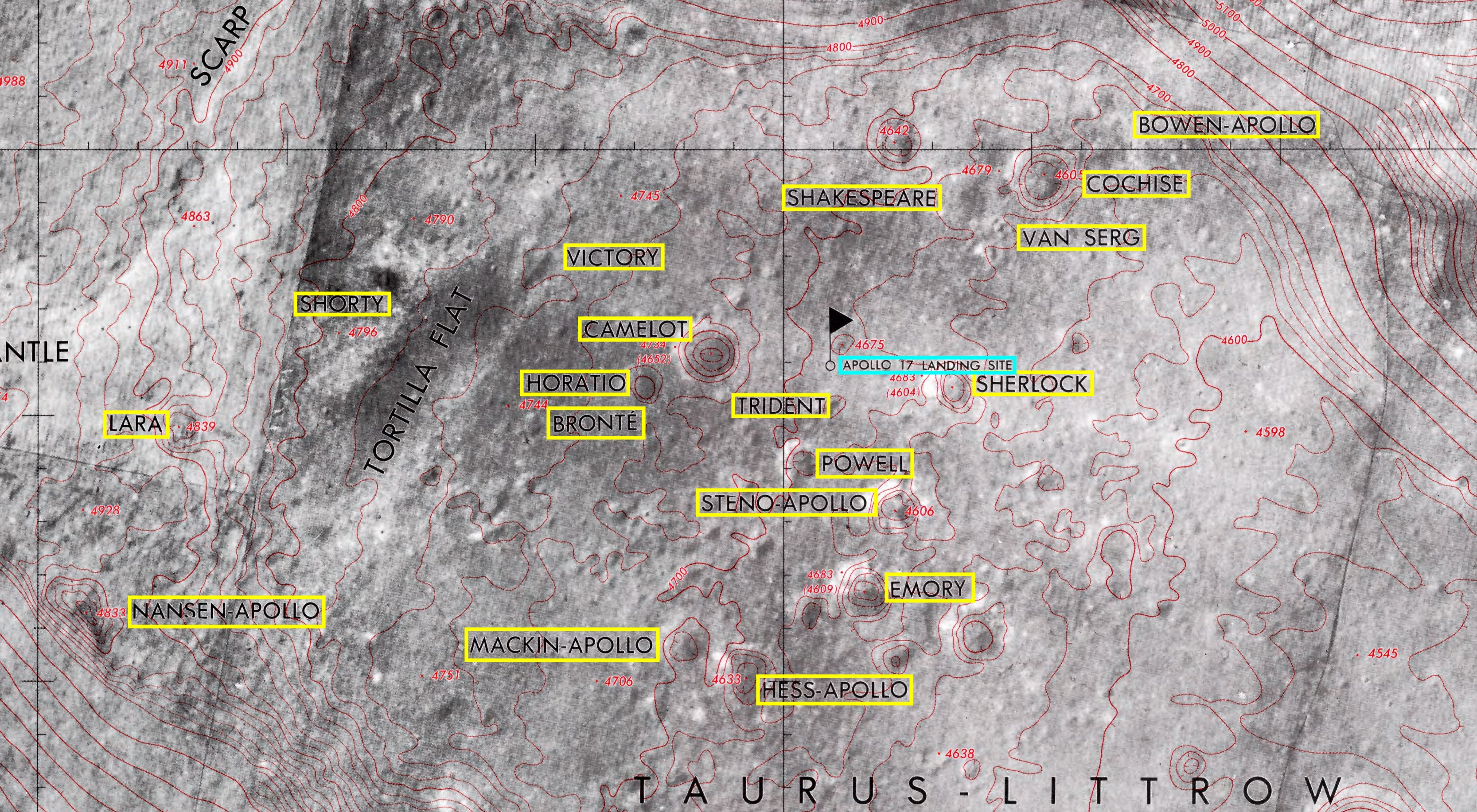
Localització de Trident, al centre de la imatge (Lunar Topophotomap 43D1S1)
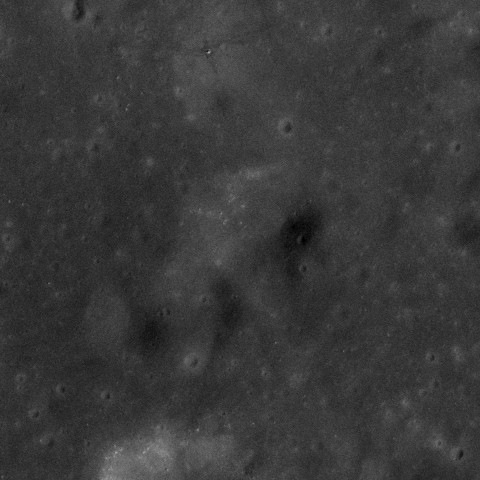
Imatge panoràmica des de l'Apollo 17. Es pot observar el mòdul lunar Challenger visible com un píxel brillant sobre el centre

Al sud de Trident es localitza el cràter Powell, a l'oest se situen Camelot i Horatio, i a l'est hi ha Sherlock.

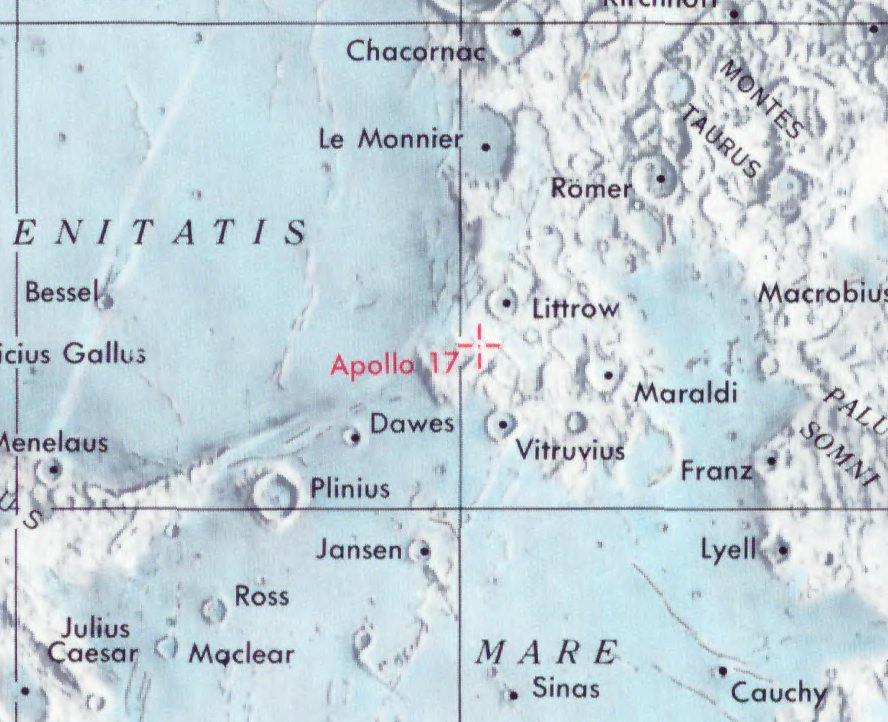
Localització del lloc d'allunatge de l'Apollo 17

## Denominació
El cràter va ser nomenat pels astronautes per la semblança de la seva forma a un trident. La denominació té el seu origen en els topònims utilitzats en el full a escala 1/50.000 del Lunar Topophotomap amb la referència 43D1S1 Apollo 17 Landing Area.